# The Classic
The Classic è il quinto album discografico della cantante statunitense Joan as Police Woman, pubblicato nel marzo 2014.

## Tracce
Testi e musiche di Joan Wasser.
1. Witness – 4:44
2. Holy City – 4:45
3. The Classic – 3:27
4. Good Together – 7:03
5. Get Direct – 6:44
6. What Would You Do – 5:43
7. New Years Day – 6:34
8. Shame – 4:38
9. Stay – 4:41
10. Ask Me – 3:58